# Prismă pentagonală augmentată
În geometrie prisma pentagonală augmentată este un poliedru convex construit prin augmentarea unei prisme pentagonale prin atașarea unei piramide pătrate (J1) la una din fețele sale laterale. Este poliedrul Johnson J52. Având 10 fețe, este un decaedru, neregulat.

## Mărimi asociate
Următoarele formule pentru arie, A și volum, V sunt stabilite pentru lungimea laturilor tuturor poligoanelor (care sunt regulate) a:
{\displaystyle A={\frac {1}{2}}\left(8+{\sqrt {37+20{\sqrt {5}}+12{\sqrt {50+20{\sqrt {5}}}}}}\right)a^{2}\approx 9,1730056~a^{2},}
{\displaystyle V={\frac {1}{12}}{\sqrt {233+90{\sqrt {5}}+12{\sqrt {50+20{\sqrt {5}}}}}}\,a^{3}\approx 1,9561797~a^{3},}
sau pot fi calculate din ariile și volumele constituenților, prisma pentagonală și piramida pătrată:
{\displaystyle A=\left(4+{\sqrt {3}}+{\frac {1}{2}}{\sqrt {25+10{\sqrt {5}}}}\right)a^{2}\approx 9,1730056~a^{2},}
{\displaystyle V=\left({\frac {\sqrt {2}}{6}}+{\frac {1}{4}}{\sqrt {25+10{\sqrt {5}}}}\right)a^{3}\approx 1,9561797~a^{3}.}